# إجراءات الإقلاع المعيارية
هي الإجراءات النمطية للإقلاع بالأجهزة SID بالأنكليزية
Standard Instrument Departure .
هي مجموع من القواعد التي تحدد لكل مطار المسار الذي يجب على الطائرة ان 
تتبعه خلال إقلاعها- أثناءرحلة بالأجهزة IFR) . حسب المدرج المستعمل و وجهة
الطائرة( المطار الذي تتجه إليه و الطريف المتبع). توجد هذه المعلومات 
( مسار الطائرة في خرائط الإقلاع بالأجهزة الخاصة بكل مطار ( المسافة ، زاوية
الاتجاه بالنسبة للمطار أو معلم ،و كذا الارتفاع الواجب مراعاته).